# Vila do Conde
Vila do Conde este un oraș în Districtul Porto, Portugalia.

## Personalități născute aici
- Fábio Coentrão (n. 1988), fotbalist.